# Pjanići
Pjanići falu Bosznia-Hercegovinában, a Bosznia-hercegovinai Föderáció Una-Szanai kantonjában. 

## Fekvése
Bosznia-Hercegovina északnyugati részén, Bihácstól légvonalban 18, közúton 24 km-re északra, Cazintól légvonalban 10, közúton 12 km-re nyugatra, a Mutnica, a Platnica és a Grabovac patakok által közrefogott síkságon fekszik. A település házainak többsége a Cazint a Tržačka Raštela-i határátkelővel összekötő főút mellett sorakozik, más részük pedig ettől északra és délre szétszórtan, a kisebb mellékutak mentén helyezkedik el. Településrészei: Pjanići, Tirići, Suljići, Aličajići, Nadarevići, Samardžići és Jušići.

## Népessége
| Nemzetiségi csoport | Népesség 1991 | Népesség 2013 |
| ------------------- | ------------- | ------------- |
| Szerb               | 8             | 0             |
| Bosnyák             | 1794          | 1616          |
| Horvát              | 0             | 8             |
| Jugoszláv           | 3             | 0             |
| Egyéb               | 12            | 24            |
| Összesen            | 1817          | 1648          |

## Nevezetességei
A település muszlim gyülekezetének körülbelül 450 háztartása van. A pjanići gyülekezet 1974-ben alakult, kiválva a tržaci és a mutniki gyülekezetből. A boszniai háború során a mecset súlyosan megsérült és elpusztult, ezért a pjanići gyülekezet tagjai teljesen felújították, és mára az egyik legszebb mecset a Cazin környékén. A pjanići mecset egy szokatlan megjelenésű, kupolás mecset, amelynél a kupola fele átlátszó, ami még jobban megvilágítja. A mecset mellett imámházat építettek, valamint külön épületként iskolát, a hozzátartozó létesítményekkel, amelyek a gyülekezet teljes működéséhez szükségesek. A mecset utolsó nagyobb felújítása 2001-ben volt. A Pjanići gyülekezet korábbi imámjai: Hashim Duraković (a gyülekezet alapításától 1989-ig), és Hasib Ćoralić efendi (1989 óta), aki ma is ellátja ezt a feladatát.